# كواحل (ألبوم)
كواحل هو الألبوم الغنائي التاسع للفنان حميد الشاعري حيث صدر هذا الألبوم من إنتاج شركة الشرق في العام 1991. شارك كلٌ من المطربة أميرة في أغنية وينك والمطرب أمين سامي في أغنية أرزاق. الهندسة الصوتية للألبوم م.أحمد جودة. تم التسجيل والمكساج باستوديو إم ساوند.

## محتويات الألبوم
| الأغنيات     | الكلمات            | الألحان              | التوزيع الموسيقي          |
| ------------ | ------------------ | -------------------- | ------------------------- |
| كواحل        | حسن الصيد          | حميد الشاعري / مألوف | حميد الشاعري/ حمادة نبيل  |
| جميل الأوصاف | صبري رياض          | حسن دنيا             | حميد الشاعري / حمادة نبيل |
| عودة         | سامح العجمي        | مصطفي قمر            | حميد الشاعري / حمادة نبيل |
| وينك         | رضا زايد           | أشرف السرخوجلي       | حميد الشاعري / حمادة نبيل |
| شبابيكي      | عادل عمر           | حميد الشاعري         | حميد الشاعري / حمادة نبيل |
| سيدي         | سامح العجمي        | مصطفي قمر            | حميد الشاعري / حمادة نبيل |
| أرزاق        | عبد الرحمن أبو سنة | أشرف السرخوجلي       | حميد الشاعري / حمادة نبيل |
| والله        | سامح العجمي        | مصطفي قمر            | حميد الشاعري / حمادة نبيل |

## العازفون
- العازفين هم :

| الألة الموسيقية | اسم العازف      | * فرقة حميد الشاعري |
| أكوستيك جيتار   | حميد الشاعري    | *                   |
| كيبورد          | حمادة نبيل      | *                   |
| جيتار كهربائي   | محمد مبروك      | *                   |
| باص جيتار       | علوي سليمان     | *                   |
| بركشن           | محمد عبد الراضي | *                   |
| أوكورديون       | فاروق محمد حسن  |                     |
| كوله            | إبراهيم فتحي    |                     |
| إيقاع           | خالد جمعة       |                     |
| مزمار           | عطية خليل       |                     |